# Xã Salt Lick, Quận Perry, Ohio
Xã Salt Lick (tiếng Anh: Salt Lick Township) là một xã thuộc quận Perry, tiểu bang Ohio, Hoa Kỳ. Năm 2010, dân số của xã này là 1.262 người.